# برغلو
برغلو یک منطقهٔ مسکونی در الجزایر است که در ناحیه بومرداس واقع شده‌است. برغلو ۲٫۸ کیلومتر مربع مساحت دارد ۴۸۰ متر بالاتر از سطح دریا واقع شده‌است.